# Allan Alemán
Allan Fabián Alemán Ávila (San José, Costa Rica, 29 de julio de 1983) es un exfutbolista y entrenador costarricense.
A pesar de su retiro profesional, desde el 2023, se mantuvo jugando en el Municipal Desamparados A. C. F. en la competición de LINAFA.

## Trayectoria
Allan Alemán fue formado en las divisiones menores del Deportivo Saprissa, debutando el 8 de mayo de 2004 en un partido contra Ramonense. En esa oportunidad entró de cambio al minuto 61' por Randall Azofeifa y marcó un gol de media chilena para definir la victoria por 4-1. Durante su carrera con el club morado ganó dos campeonatos nacionales, así como una Copa de Campeones de la CONCACAF, además de ser parte del equipo que participó en la Copa Mundial de Clubes de la FIFA, en donde el equipo morado terminó de Tercer lugar. 
Después del Torneo de Clausura 2007 ficho con el italiano Matteo Quintavalle, lo que significó su salida del equipo, ya que Saprissa no negociaría con él. Quintavalle fue acusado de fraude, y Alemán finiquito su cintrato con Quintavalle dado a un incumplimiento contractual, firmó con Puntarenas FC por su cuenta. Posteriormente Alemán firmó con el Municipal Liberia, pero se le permitió jugar dos partidos más con Puntareanas contra el Saprissa, uno de ellos para las semifinales de la Copa Interclubes de la UNCAF. 
Más tarde firmaría con el Brujas Fútbol Club, pero en enero de 2010, vuelve formar parte de las filas de su equipo amado el Saprissa con el que se proclamaría campeón del Torneo Verano 2010. En 2012 deja el Deportivo Saprissa para fichar con el Xelaju MC, esto por petición del entrenador Hernán Medford, quien posteriormente se coronaría como el campeón del Torneo Clausura 2012. 
Ya en 2013 tras finalizado el Torneo Clausura del fútbol de Guatemala, Alemán junto con Hernán Medford dejaría las filas del Xelajú Mario Camposeco para fichar con el Real Club Deportivo España de Honduras, ya en el club aurinegro Alemán se proclamaría campeón del Torneo Apertura 2013-2014, siendo este campeón en tres ligas centroamericanas diferentes junto con su entrenador Hernán Medford.
Para el Torneo de Invierno de 2014, Alemán regresó a su país para jugar con el Uruguay de Coronado, de la Primera División. Sin embargo no jugó ni un solo partido con el equipo coronadeño. Luego se confirmó su llegada al Xinjiang Tianshan de la China League One.

## Selección nacional
Alemán ha tenido 10 apariciones en la Selección nacional de Fútbol de Costa Rica, su debut fue en un amistoso contra Chile el 2 de junio de 2007. Actuó en dos partidos de Costa Rica en el Copa de Oro del 2007.

## Clubes

### Como jugador
| Club                   | País       | Año       |
| ---------------------- | ---------- | --------- |
| Deportivo Saprissa     | Costa Rica | 2004-2007 |
| Puntarenas F.C         | Costa Rica | 2007      |
| Municipal Liberia      | Costa Rica | 2008-2009 |
| Brujas F.C             | Costa Rica | 2009-2010 |
| Deportivo Saprissa     | Costa Rica | 2010-2012 |
| Xelajú Mario Camposeco | Guatemala  | 2012-2013 |
| R.C.D España           | Honduras   | 2013-2014 |
| Xinjiang Tianshan      | China      | 2014-2015 |
| Uruguay de Coronado    | Costa Rica | 2015-2016 |
| Municipal Grecia       | Costa Rica | 2016-2018 |

### Como entrenador
| Club             | País       | Año  |
| ---------------- | ---------- | ---- |
| Municipal Grecia | Costa Rica | 2019 |

## Estadísticas

### Jugador
Actualizado a fin de carrera deportiva.
| Deportivo Saprissa Costa Rica |               |               |     |    |    |    |     |    |
| 1.ª | 2003-04       | 1             | 1   | 0  | 0  | 1  | 1   |    |
| 1.ª | 2004-05       | 13            | 3   | 3  | 1  | 16 | 4   |    |
| 1.ª | 2005-06       | 29            | 2   | 9  | 1  | 38 | 3   |    |
| 1.ª | 2006-07       | 36            | 8   | 2  | 0  | 38 | 8   |    |
| Total club | Total club    | 79            | 14  | 14 | 2  | 93 | 16  |    |
| Puntarenas F. C. Costa Rica |               |               |     |    |    |    |     |    |
| 1.ª | 2007-08       | 7             | 2   | —  | —  | 7  | 2   |    |
| Total club | Total club    | 7             | 2   | —  | —  | 7  | 2   |    |
| Liberia Mía Costa Rica |               |               |     |    |    |    |     |    |
| 1.ª | 2007-08       | 22            | 3   | —  | —  | 22 | 3   |    |
| 1.ª | 2008-09       | 16            | 2   | —  | —  | 16 | 2   |    |
| Total club | Total club    | 38            | 5   | —  | —  | 38 | 5   |    |
| Brujas F. C. Costa Rica |               |               |     |    |    |    |     |    |
| 1.ª | 2008-09       | 8             | 0   | —  | —  | 8  | 0   |    |
| 1.ª | 2009-10       | 10            | 1   | —  | —  | 10 | 1   |    |
| Total club | Total club    | 18            | 1   | —  | —  | 18 | 1   |    |
| Deportivo Saprissa Costa Rica |               |               |     |    |    |    |     |    |
| 1.ª | 2009-10       | 15            | 1   | —  | —  | 15 | 1   |    |
| 1.ª | 2010-11       | 13            | 1   | 3  | 1  | 16 | 2   |    |
| 1.ª | 2011-12       | 15            | 0   | —  | —  | 15 | 0   |    |
| Total club | Total club    | 43            | 2   | 3  | 1  | 46 | 3   |    |
| Xelajú M. C. Guatemala |               |               |     |    |    |    |     |    |
| 1.ª | 2012-13       | 36            | 5   | 6  | 1  | 42 | 6   |    |
| Total club | Total club    | 36            | 5   | 6  | 1  | 42 | 6   |    |
| R. C. D. España Honduras |               |               |     |    |    |    |     |    |
| 1.ª | 2013-14       | 35            | 4   | —  | —  | 35 | 4   |    |
| Total club | Total club    | 35            | 4   | —  | —  | 35 | 4   |    |
| Xinjiang Tianshan Leopard F. C. China |               |               |     |    |    |    |     |    |
| 1.ª | 2014          | 13            | 2   | —  | —  | 13 | 2   |    |
| Total club | Total club    | 13            | 2   | —  | —  | 13 | 2   |    |
| C. S. Uruguay de Coronado Costa Rica |               |               |     |    |    |    |     |    |
| 1.ª | 2015-16       | 13            | 2   | —  | —  | 13 | 2   |    |
| Total club | Total club    | 13            | 2   | —  | —  | 13 | 2   |    |
| Municipal Grecia Costa Rica |               |               |     |    |    |    |     |    |
| 2.ª | 2016-17       | ?             | ?   | —  | —  | ?  | ?   |    |
| 1.ª | 2017-18       | 34            | 5   | —  | —  | 34 | 5   |    |
| 1.ª | 2018-19       | 10            | 3   | —  | —  | 10 | 3   |    |
| Total club | Total club    | 44            | 8   | —  | —  | 44 | 8   |    |
| Total carrera | Total carrera | Total carrera | 326 | 45 | 23 | 4  | 349 | 49 |
| (1) Incluye datos de la Copa de Campeones de la Concacaf (2004-06) / Copa Interclubes de la UNCAF (2004-06) / Mundial de Clubes (2005) / Liga de Campeones de la Concacaf (2010-13). (2) No incluye goles en partidos amistosos. |               |               |     |    |    |    |     |    |

## Palmarés

### Títulos nacionales
| Título                         | Club               | País       | Año  |
| ------------------------------ | ------------------ | ---------- | ---- |
| Primera División de Costa Rica | Deportivo Saprissa | Costa Rica | 2006 |
| Primera División de Costa Rica | Deportivo Saprissa | Costa Rica | 2007 |
| Primera División de Costa Rica | Brujas F.C.        | Costa Rica | 2009 |
| Primera División de Costa Rica | Deportivo Saprissa | Costa Rica | 2010 |
| Liga Nacional de Guatemala     | C. D. Xelajú       | Guatemala  | 2012 |
| Liga Nacional de Honduras      | R. C. D. España    | Honduras   | 2013 |
| Segunda División de Costa Rica | Municipal Grecia   | Costa Rica | 2017 |

### Títulos internacionales
| Título                           | Club               | Sede             | Año  |
| -------------------------------- | ------------------ | ---------------- | ---- |
| Copa de Campeones de la Concacaf | Deportivo Saprissa | Ciudad de México | 2005 |